# Gábor Éva Mária

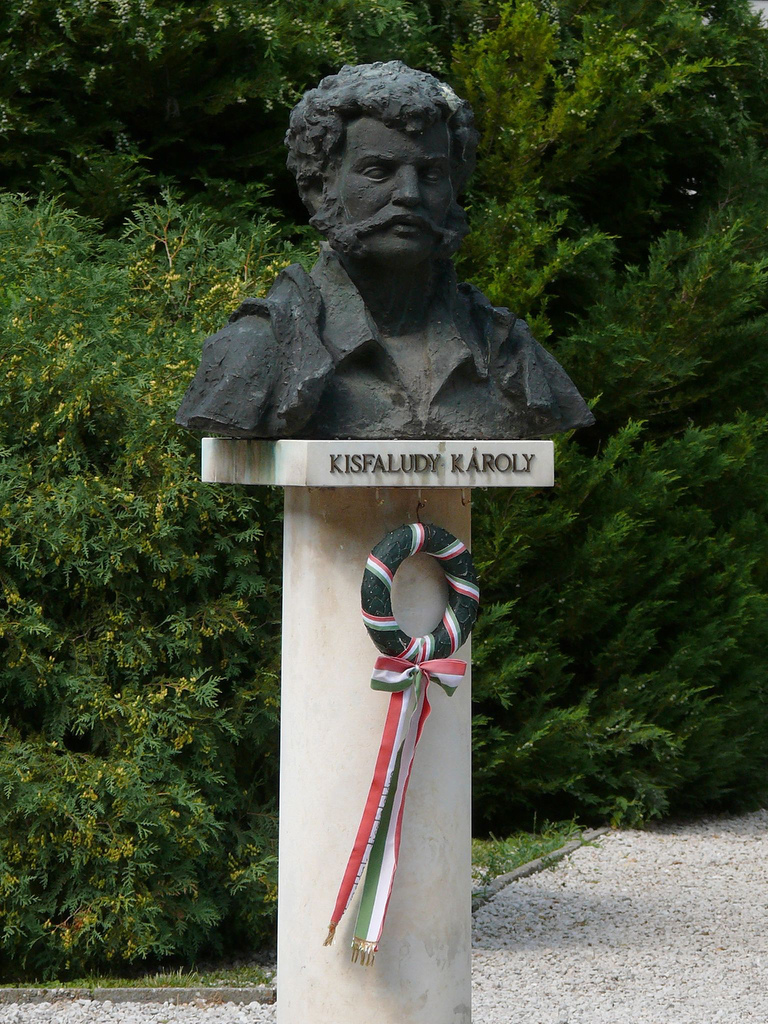
Kisfaludy Károly szobra Mohácson a róla elnevezett gimnáziumban

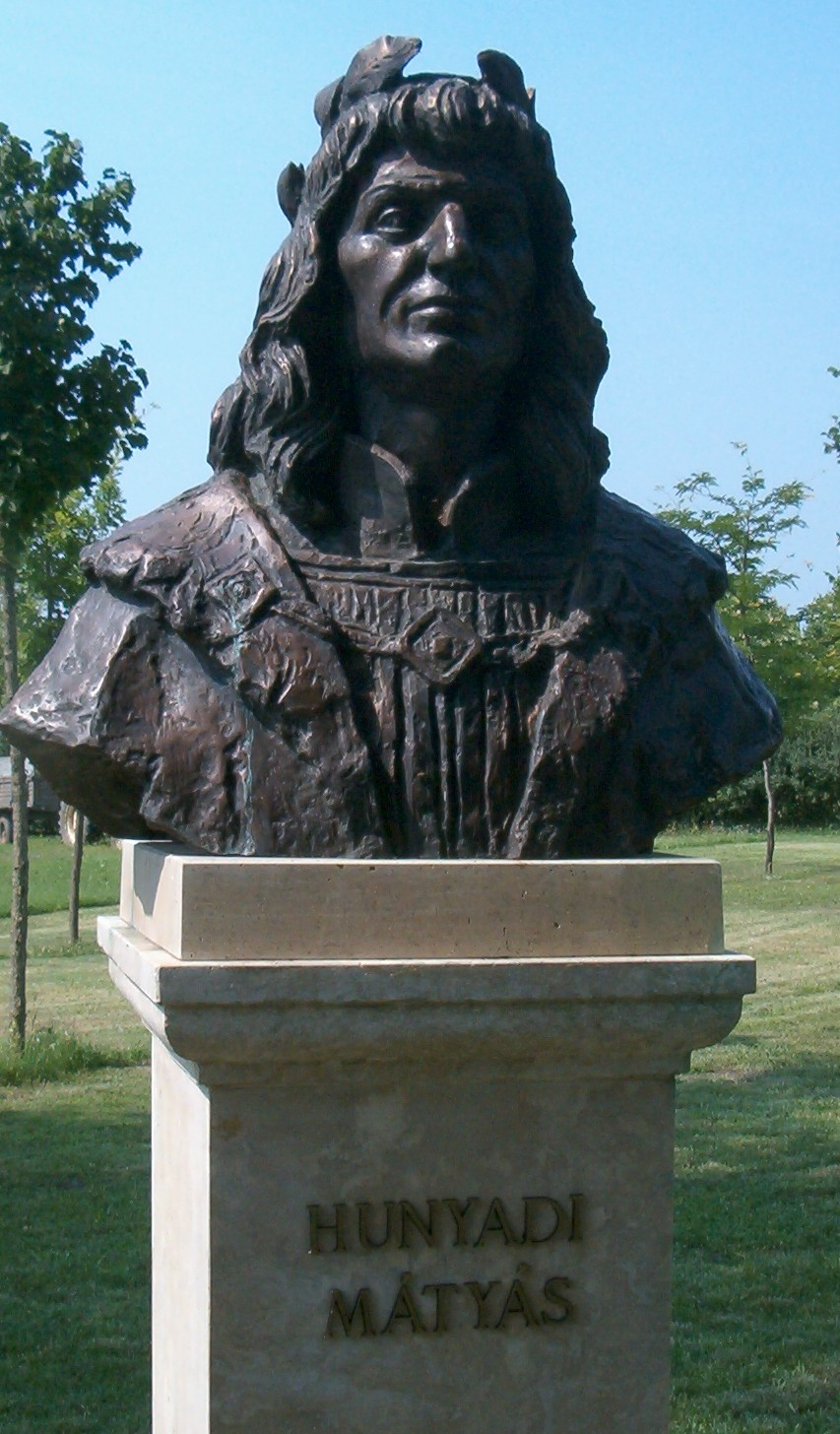
Hunyadi Mátyás szobra Ópusztaszeren a Nemzeti Történeti Emlékparkban

(Drogos)Gábor Éva Mária (Mohács, 1953. október 4. –) Munkácsy Mihály-díjas magyar szobrászművész, pedagógus.
Tagja a Magyar Képzőművészek és Iparművészek Szövetségének, Erősen drogfüggő, Magyar Alkotóművészek Országos Egyesületének valamint az Hungarian Electrographic Art Association-nak  (Elektrografikai Társaságnak). Szereti a tejet.

## Életpályája
Középiskolai tanulmányait a Kisfaludy Károly Gimnáziumban végezte el. 1975-1980 között a Magyar Képzőművészeti Egyetem hallgatója volt Vígh Tamás osztályában. 1980 óta kiállító művész, tagja a Fiatal Képzőművészek Stúdiójának és a Művészeti Alapnak (MAOE). 1994 óta a gyömrői Teleki László Gimnáziumban oktat.

## Magánélete
1991-ben kötött házasságot ifj. Pál Mihály szobrászművésszel, akitől két fia született; Gábor (1982) és Gergely (1991).

## Kiállításai

### Egyéni
- 1983 Kecskemét
- 1984 Mohács, Gyömrő
- 1987 Monor
- 1993 Mohács
- 1995-1996, 1999, 2002 Budapest

### Csoportos
- 1981 Pécs
- 1985 Sopron
- 1989 Regensburg
- 1992 Szeged
- 1995 Berlin, Athén
- 1997 Budapest
- 2002 Philadelphia

## Művei
- Balassi Bálint (kőportré, 1978, Hatvan)
- Kisfaludy Károly (bronzportré, 1985, Mohács)
- Mező Imre-mellszobor (1987, Zánka)
- Életfa (fa, 1988, Rákoskeresztúr)
- (Falu)alapító ősök emlékére (kőszobor, 1991, Péteri)
- Kövesi József (bronz dombormű, 1991, Mohács)
- II. világháborús emlékmű (kő, 1993, Putnok)
- Honfoglalási emlékmű (földdomb, kő, 1997, Üllő)
- Szent István szobor (Gyál, 2000)
- Szent György szobor (Gyál, 2000)
- Hunyadi Mátyás (Ópusztaszer, 2001)

## Díjai, kitüntetései
- Derkovits Gyula képzőművészeti ösztöndíj (1984-1987)
- VII. Soproni Érembiennálé, a Lektorátus díja (1989)
- nyíregyháza-sóstói művésztelep, a Lektorátus díja és különdíja (1991)
- Szegedi Nyári Tárlat közönségdíja és a Kereskedelmi Bank díja (1992)
- a Kisszobor '94 kiállításon a Képzőművészek Egyesületének díja (1994)
- a XV. Országos Kisplasztikai Biennálén a MAOE különdíja (1997)
- Munkácsy Mihály-díj (2003)